# Isola Robert

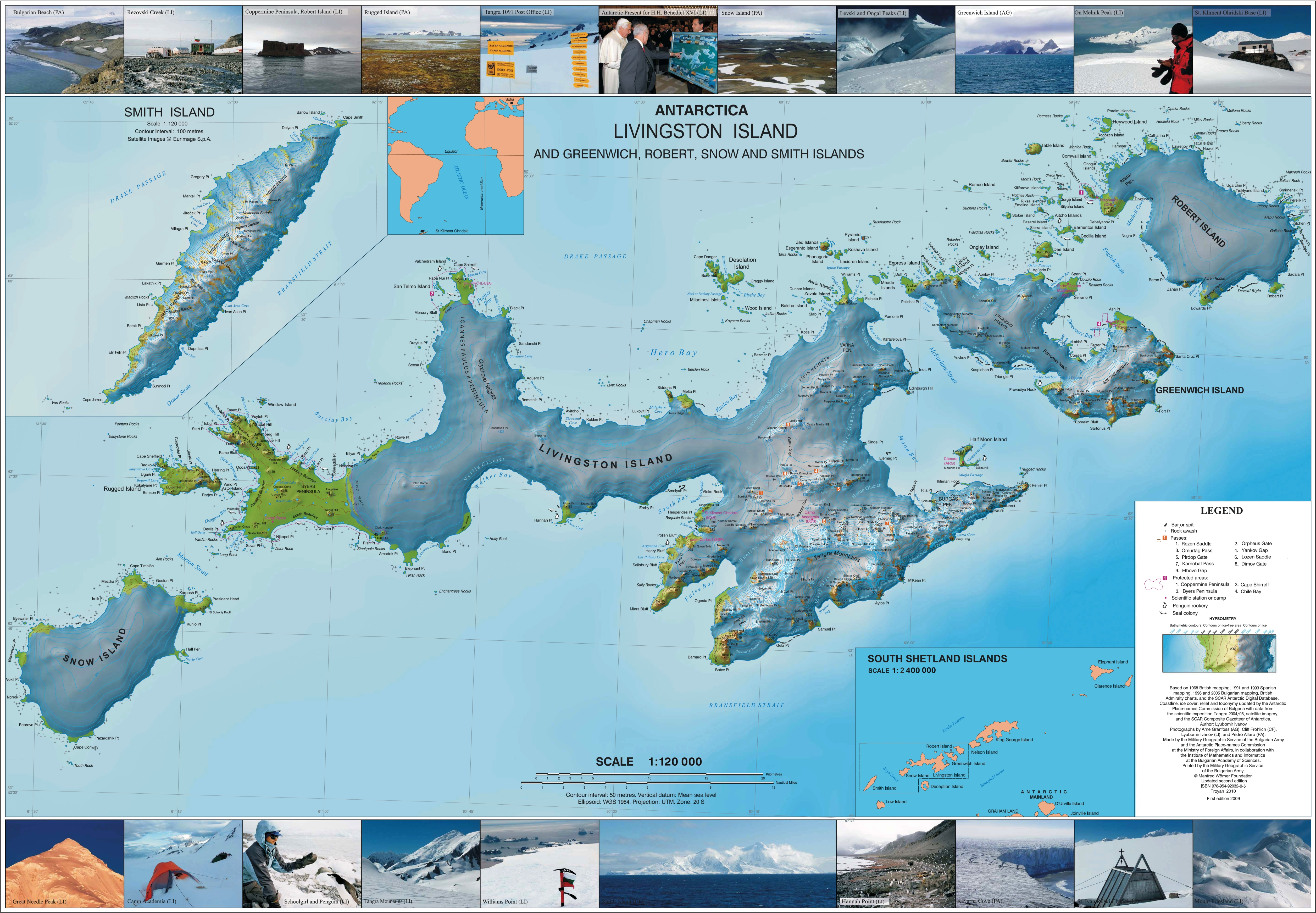
Mappa topografica delle isole Livingston, Greenwich, Robert, Snow e Smith, nelle Isole Shetland Meridionali.

L’Isola Robert (in lingua inglese: Robert Island; varianti storiche del nome: Mitchells Island; Polotsk Island per i russi) è una delle isole che compongono l'arcipelago delle Isole Shetland Meridionali, in Antartide.

## Caratteristiche
È situata tra l'Isola Nelson e l'Isola Greenwich. Ha una lunghezza di 18 km e una larghezza di 13 km. Si estende su una superficie di 132 km2.
L'isola è quasi completamente ricoperta di ghiaccio e solo alcune punte alle estremità mostrano la roccia scoperta nel periodo estivo. La maggior parte della Penisola Coppermine, situata all'estremità occidentale dell'isola, è costituita da una superficie di erosione semi-sommersa che in passato si trovava a livello del mare.

## Denominazione
L'attuale denominazione è stata utilizzata dai cacciatori di foche almeno dal 1821 ed è ormai ufficialmente entrata nell'uso internazionale. Sembra che la denominazione sia stata assegnata dal capitano Richard Fildes in onore del suo veliero, il bricco denominato Robert. Fieldes praticò la caccia alle foche nell'area delle Isole Shetland Meridionali tra il 1821 e marzo 1822, quando il suo vascello rimase imprigionato e distrutto dal ghiaccio.

## Mappe
- Chart of South Shetland including Coronation Island, &c. from the exploration of the sloop Dove in the years 1821 and 1822 by George Powell Commander of the same. Scale ca. 1:200000. London: Laurie, 1822.
- South Shetland Islands. Scale 1:200000 topographic map. DOS 610 Sheet W 62 58. Tolworth, UK, 1968.
- L.L. Ivanov et al. Antarctica: Livingston Island and Greenwich Island, South Shetland Islands. Scale 1:100000 topographic map. Sofia: Antarctic Place-names Commission of Bulgaria, 2005.
- L.L. Ivanov. Antarctica: Livingston Island and Greenwich, Robert, Snow and Smith Islands. Scale 1:120000 topographic map.  Troyan: Manfred Wörner Foundation, 2009.  ISBN 978-954-92032-6-4
- Antarctic Digital Database (ADD). Scale 1:250000 topographic map of Antarctica.  Scientific Committee on Antarctic Research (SCAR), 1993–2016.